# Kollumerpomp
Kollumerpomp (en bas-saxon : De Pomp) est un village de la commune néerlandaise de Noardeast-Fryslân, situé dans la province de Frise.

## Géographie
Kollumerpomp est un village-rue situé dans le nord-est de la Frise, à 4 km de Kollum.

## Histoire
Kollumerpomp trouve son origine dans la construction d'un hameau sur une digue (de pomp) au XIVe siècle. Il fait partie de la commune de Kollumerland en Nieuwkruisland avant le 1er janvier 2019, où celle-ci est supprimée et fusionnée avec Dongeradeel et Ferwerderadiel pour former la nouvelle commune de Noardeast-Fryslân.

## Démographie
Le 1er janvier 2018, le village comptait 455 habitants.

## Sites et monuments

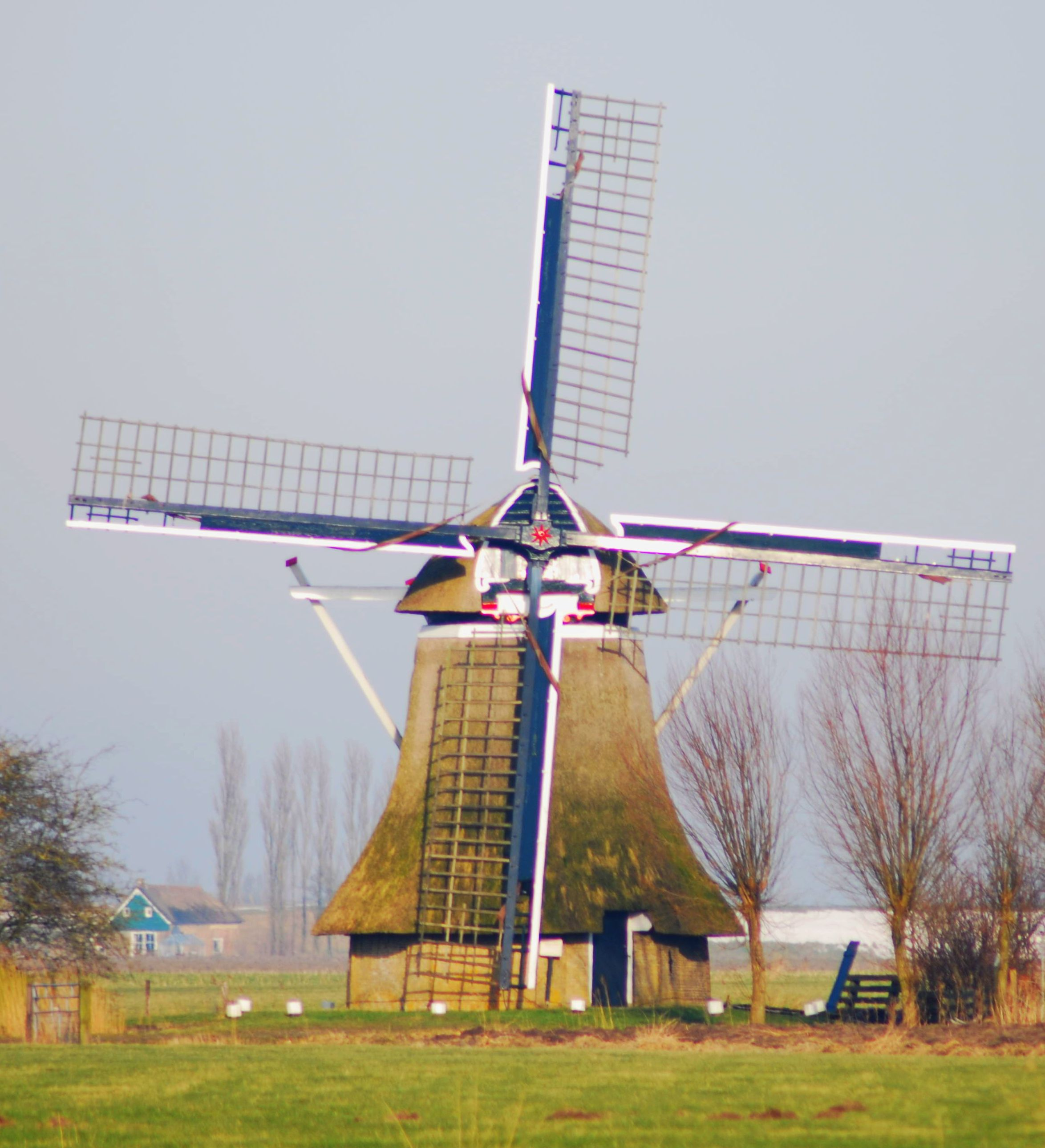
De Westermolen

Le village abrite De Westermolen, un moulin à vent construit en 1845 et réputé pour son originalité architecturale et le fait qu'il était encore en activité dans les années 1950.